# Duranta
Duranta és un gènere de plantes amb flors pertanyent a la família Verbenaceae. Comprén arbusts i petits arbres, nadius d'Amèrica, des del sud de Florida i Mèxic fins al nord de l'Argentina. Inclou 73 espècies descrites i, d'aquestes, només 32 són acceptades. A Colòmbia reben el nom comú d'adonis. És utilitzada al Pakistan com a barrera o com a planta ornamental.
Són arbusts que fan una grandària de 2–4 m d'alt, amb espines o sovint inermes (a Nicaragua). Amb fulles oposades, simples, arcades espatulades a el·líptiques, de 3,2–7 cm de llarg i 1,5–3 cm d'ample, àpex agut (a arredonit), base atenuada, marge sencer o amb poques dents irregulars a la meitat superior, glabrescents. Inflorescència en ramells de 5–22 cm de llarg, terminals i axil·lars, de vegades es presenten com panícules, freqüentment recorbades o pèndoles, bractèoles: 3–4 mm de llarg; corol·la zigomorfa, més o menys hipocrateriforme, blava, lila o blanca, amb tub estret de 7–10 mm de llarg, 5-lobada, llops desiguals de 3–5 mm de llarg; fruit drupaci, pirens: 4, cadascú amb 2 llavors.
El gènere fou descrit per Carl von Linné i publicat en Species Plantarum, 2: 637. 1753. L'espècie tipus n'és: Duranta erecta L.